# Costică Ștefănescu
Costică Ștefănescu (* 26. März 1951 in Bukarest; † 20. August 2013 ebenda) war ein rumänischer Fußballspieler und -trainer. Er absolvierte insgesamt 490 Spiele in der höchsten rumänischen Fußballliga, der Divizia A, und nahm an der Fußball-Europameisterschaft 1984 teil.

## Sportliche Laufbahn

### Verein
Ștefănescu begann mit dem Fußballspielen im Alter von 14 Jahren bei Steaua Bukarest, wo er im Jahr 1968 in die erste Mannschaft aufrückte und am 1. Juni 1969 sein erstes Spiel in der Divizia A bestritt. Bereits in der Saison 1969/70 wurde der Stürmer zum Stammspieler und trug zum Gewinn des rumänischen Pokals bei. Nach ersten Anfangserfolgen kam Ștefănescu nicht mehr regelmäßig zum Einsatz und auch sportlich lief es für Steaua nicht mehr wie in den Jahren zuvor, so dass sich Ștefănescu im Jahr 1973 im Tausch mit Ștefan Sameș dem Ligakonkurrenten Universitatea Craiova anschloss.
Der Wechsel nach Craiova wurde für Ștefănescu zum Glücksgriff. Bis zum Jahr 1986 konnte er dreimal die rumänische Meisterschaft und viermal den rumänischen Pokal gewinnen. Zu Beginn der 1980er-Jahre wurde Ștefănescu zu einem der besten Liberos Europas und erreichte in der Saison 1982/83 mit Uni Craiova das Halbfinale im UEFA-Pokal, wo das Team nur aufgrund der Auswärtstorregel gegen Benfica Lissabon ausschied.
Nachdem er – bereits 34-jährig – in der Saison 1985/86 seinen Stammplatz in Craiova verloren hatte, wechselte Ștefănescu zu FCM Brașov, wo er gleichzeitig als Spielertrainer fungierte. Im Jahr 1988 beendete er seine Karriere.

### Nationalmannschaft
Ștefănescu bestritt insgesamt 66 Spiele für die rumänische Fußballnationalmannschaft, erzielte dabei allerdings kein Tor. Sein Debüt gab er am 14. August 1977 gegen den amtierenden Europameister Tschechoslowakei, der mit 3:1 besiegt wurde. Im Jahr 1984 berief ihn der Nationaltrainer Mircea Lucescu in das Aufgebot für die Fußball-Europameisterschaft, wo er in allen drei Spielen über die volle Distanz zum Einsatz kam. Von 1983 bis zu seinem letzten Länderspiel am 13. November 1985 gegen die Türkei war Ștefănescu Kapitän der Mannschaft.

### Trainerkarriere
Bereits während seiner Zeit bei FCM Brașov fungierte Ștefănescu als Spielertrainer und widmete sich nach dem Ende seiner aktiven Laufbahn im Jahr 1988 ganz der Arbeit an der Seitenlinie. In der Saison 1990/91 übernahm er den Posten als Cheftrainer seines früheren Vereins Steaua Bukarest, wurde aber bereits in der Winterpause von Bujor Hălmăgeanu abgelöst. Ștefănescu ging daraufhin nach Katar, wo er von 1991 bis 1992 den Al-Wakrah SC trainierte.
Im Herbst 1992 kehrte Ștefănescu nach Rumänien zurück und übernahm den FC Selena Bacău, konnte aber den Abstieg aus der Divizia A nicht mehr vermeiden. Kurz vor Saisonende trennte sich der Klub von ihm. Im September 1993 übernahm er als Nachfolger von Gheorghe Chimiuc das Training beim Ligakonkurrenten Politehnica Timișoara, geriet im Laufe der Saison 1993/94 auch mit „Poli“ in Abstiegsgefahr und wurde im März 1994 auf dem vorletzten Platz liegend entlassen. Aber Saisonende musste der Verein dennoch den Gang in die Divizia B antreten.
Nach der Fußball-Weltmeisterschaft 1994 holte ihn Nationaltrainer Anghel Iordănescu als seinen Assistenten zur rumänischen Nationalmannschaft, wo er die Qualifikation zur Fußball-Europameisterschaft 1996 in England und zur Fußball-Weltmeisterschaft 1998 in Frankreich erreichte. Nachdem ihn Iordănescus Nachfolger Victor Pițurcă nicht übernommen hatte, kehrte Ștefănescu erst ein Jahr später als Cheftrainer zurück und übernahm Astra Ploiești in der Divizia A, ein Jahr später das gerade abgestiegene Team von CSM Reșița in der Divizia B.
Von 2002 bis 2005 stand Ștefănescu bei verschiedenen Vereinen in Saudi-Arabien, Israel und Syrien unter Vertrag, wo er im Jahr 2004 mit al-Dschaisch den syrischen Pokal gewinnen konnte. Außerdem trainierte er 2004 die syrische Militärauswahl.
Am 21. Dezember 2008 wurde Ștefănescu bei dem saudi-arabischen Erstligisten Najran SC nach einer 0:7-Niederlage gegen al-Hilal entlassen. Im Juli 2009 wurde er Trainer des al-Tadhamon SC in der Kuwaiti Premier League. Von August bis Dezember 2012 war er für die Mannschaft des katarischen Klubs al-Shamal SC verantwortlich.
Ștefănescu starb nach einem Sturz aus dem fünften Stock des Bukarester Militärkrankenhauses, wo er wegen eines Lungenkrebsleidens behandelt worden war. Polizeiberichten zufolge hatte er Selbstmord begangen.

## Erfolge

### Als Spieler
- EM-Teilnehmer: 1984
- Rumänischer Meister: 1974, 1980, 1981
- Rumänischer Pokalsieger: 1970, 1977, 1978, 1981, 1983
- 2. Platz bei der Wahl zu Rumäniens Fußballer des Jahres: 1979, 1981, 1982, 1985

### Als Trainer
- WM-Teilnehmer: 1998 (als Co-Trainer)
- EM-Teilnehmer: 1996 (als Co-Trainer)
- Syrischer Pokalsieger: 2004
- AFC-Cup-Sieger: 2004